# Musée zoologique de Moscou
Le musée zoologique de Moscou, officiellement musée zoologique de l'université d'État de Moscou (Зоологический музей Московского государственного университета), est l'un des musées d'Histoire naturelle parmi les plus importants de Russie et le deuxième après celui de Saint-Pétersbourg. 
Il se trouve au 6 rue Bolchaïa Nikitskaïa à Moscou. Environ 200 000 visiteurs le fréquentent chaque année.

## Description

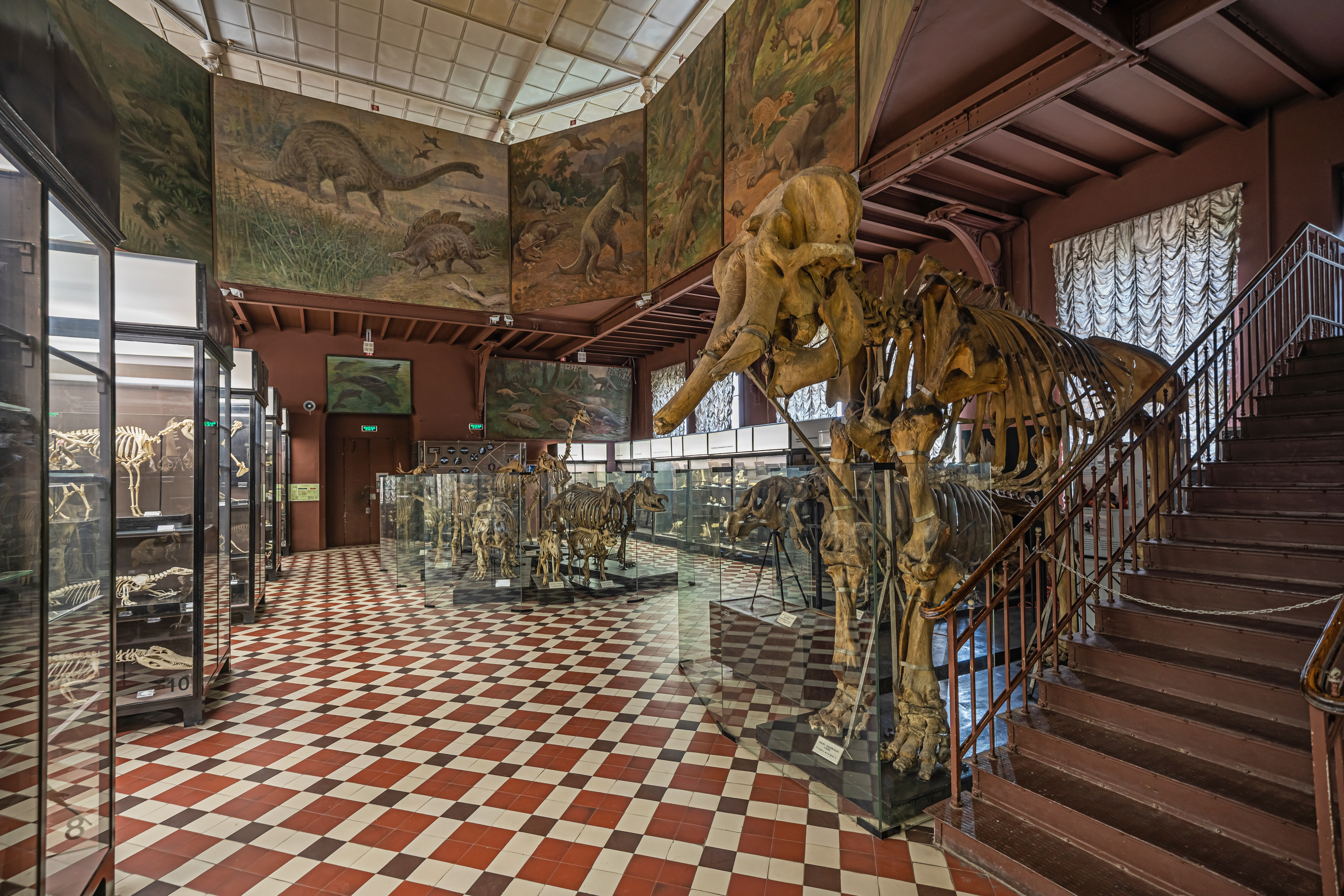
La salle d'anatomie comparée.

Plus de 4 600 000 de pièces de collection sont conservées parmi lesquelles 10 000 sont présentées. Constrairement au musée zoologique de Saint-Pétersbourg, il ne présente que des spécimens modernes, les fossiles et pièces paléontologiques ont été versés au musée paléontologique de Moscou pour sa fondation en 1987. Le musée conserve la collection entomologique d'Édouard Ménétries (1802-1861), ancien conservateur français du département entomologique du musée zoologique de Saint-Pétersbourg.
Il comprend un terrarium, exposition de reptiles vivants.
Des leçons publiques sont destinées aux enfants et à leurs parents.

## Historique
Le musée a été fondé en 1791 en tant que « cabinet d'histoire naturelle » de l'université impériale de Moscou. Le premier catalogue de ses pièces de collection a été rédigé par Johann Fischer von Waldheim en 1806-1807. Un deuxième catalogue est édité en 1822. Le musée est alors géré par la Société des naturalistes de Moscou dont le siège est dans un autre lieu. Il devient autonome en tant que musée zoologique en 1861.
Il est ouvert au public en 1866 et installé dans un nouvel édifice spécialement construit à cet effet en 1898-1902 rue Bolchaïa Nikitskaïa, selon les plans de Constantin Bykovski (1841-1906).
Il est affilié à la faculté de biologie de l'université de Moscou dans les années 1930.

## Directeurs

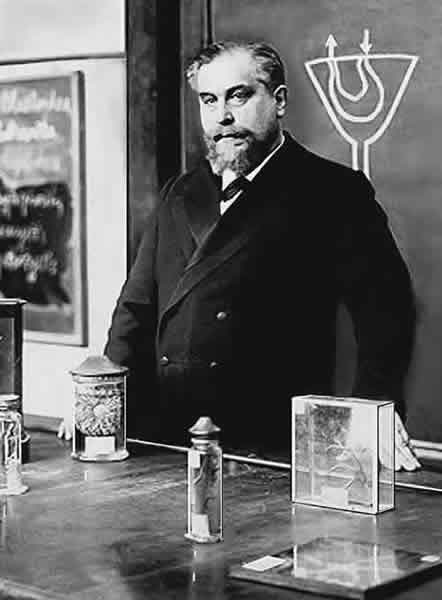
Le professeur Grigori Kojevnikov.

- 1802—1832 : Gotthelf Fischer von Waldheim
- 1832—1834 : Alexandre Fischer von Waldheim
- 1834—1840 : Alexeï Léontiévitch Lovetski
- 1840—1858 : Charles Roulier[2]
- 1858—1862 : Karl Ivanovitch Renard
- 1863—1896 : Anatoli Bogdanov
- 1896—1904 : Alexandre Tikhomirov
- 1904—1929 : Grigori Kojevnikov
- 1930 : Lev Alexandrovitch Zienkiewicz
- 1931—1939 : V. N. Makarov
- 1939 (de mai à septembre) : N. S. Oulianine
- 1939—1941 : N. N. Filippov
- 1941—1960 : S. S. Тourov
- 1960—1963 : S. G. Soïne
- 1964—1969 : N. А. Gladkov
- 1969—2009 : О. L. Rossolimo
- 2009 : M. V. Kaliakine

## Publication
Les Archives du musée zoologique de l'université de Moscou sont publiées à partir de 1934.